# 1978 في التشيك
فيما يلي قوائم الأحداث التي وقعت خلال عام 1978 في التشيك.

## رياضة
- 3 سبتمبر – بطولة أوروبا لألعاب القوى 1978

## مواليد

### يناير
- 15 يناير – توماش سيبوليك لاعب كرة مضرب تشيكي.

### فبراير
- 7 فبراير – دانييل كوبش لاعب كرة يد تشيكي.

### مارس
- 21 مارس – الينا سيريدوفا
- 24 مارس – توماش أويفالوشي لاعب كرة قدم تشيكي.

### أبريل
- 10 أبريل – هانا سروموفا لاعبة كرة مضرب تشيكية.
- 24 أبريل – جيري فانيك لاعب كرة مضرب تشيكي.

### مايو
- 4 مايو – فلاديميرا أوهليروفا لاعبة كرة مضرب تشيكية.
- 8 مايو – ساندرا كلينوفا لاعبة كرة مضرب تشيكية.

### سبتمبر
- 8 سبتمبر – ألويس مراز لاعب كرة يد تشيكي.

### أكتوبر
- 13 أكتوبر – يان شيماك لاعب كرة قدم تشيكي.

### نوفمبر
- 27 نوفمبر – راديك ستيبانيك لاعب كرة مضرب تشيكي.

### ديسمبر
- 14 ديسمبر – زدينيك بوسبيخ لاعب كرة قدم تشيكي.

## وفيات

### يناير
- 14 يناير – كورت غودل (مواليد 1906)

### فبراير
- 14 فبراير – كاريل روبتين (مواليد 1889) لاعب كرة مضرب تشيكي.

### أكتوبر
- 31 أكتوبر – فرانتيشيك شتيرتس (مواليد 1912) لاعب كرة قدم تشيكي.